# 2012-es portugál rali
A 2012-es portugál rali (hivatalosan: Vodafone Rally de Portugal) volt a 2012-es rali-világbajnokság negyedik futama. Március 29. és április 1. között került megrendezésre, 22 gyorsasági szakaszból állt volna a verseny (434,77 km), de három szakaszt töröltek, így csak 19 gyorsasági szakaszon futottak, melyek össztávja 368,43 kilométert tett ki. A versenyen 49 páros indult, melyből 30 ért célba.

## Szakaszok
| Nap              | Szakasz | Rajtidő | Szakasz neve         | Hossz    | Győztes                                  | Idő                                      | Átlagsebesség                            | Versenyben vezető  |
| ---------------- | ------- | ------- | -------------------- | -------- | ---------------------------------------- | ---------------------------------------- | ---------------------------------------- | ------------------ |
| 1. (Március 29.) | 1.      | 15:00   | SSS Lisboa           | 3.27 km  | Petter Solberg                           | 2:57.1                                   | 66.5 km/h                                | Petter Solberg     |
| 1. (Március 29.) | 2.      | 20:19   | Gomes Aires          | 10.19 km | Petter Solberg                           | 6:38.1                                   | 92.1 km/h                                | Petter Solberg     |
| 1. (Március 29.) | 3.      | 20:49   | Santa Clara          | 14.29 km | Jari-Matti Latvala                       | 8:34.4                                   | 100.0 km/h                               | Jari-Matti Latvala |
| 1. (Március 29.) | 4.      | 21:25   | Ourique              | 11.1 km  | Ott Tänak                                | 6:45.5                                   | 98.5 km/h                                | Jari-Matti Latvala |
| 2. (Március 30.) | 5.      | 12:01   | Tavira 1             | 25.01 km | Dani Sordo                               | 17:55.3                                  | 83.7 km/h                                | Petter Solberg     |
| 2. (Március 30.) | 6.      | 12:36   | Alcarias 1           | 25.15 km | Dani Sordo                               | 20:14.7                                  | 74.5 km/h                                | Mikko Hirvonen     |
| 2. (Március 30.) | 7.      | 13:28   | S.Bras de Alportel 1 | 16.18 km | Dani Sordo                               | 13:11.7                                  | 73.6 km/h                                | Mikko Hirvonen     |
| 2. (Március 30.) | 8.      | 15:56   | Tavira 2             | 25.01 km | rossz időjárás miatt a szakaszok törölve | rossz időjárás miatt a szakaszok törölve | rossz időjárás miatt a szakaszok törölve | Mikko Hirvonen     |
| 2. (Március 30.) | 9.      | 16:31   | Alcarias 2           | 25.15 km | rossz időjárás miatt a szakaszok törölve | rossz időjárás miatt a szakaszok törölve | rossz időjárás miatt a szakaszok törölve | Mikko Hirvonen     |
| 2. (Március 30.) | 10.     | 17:23   | S.Bras de Alportel 2 | 16.18 km | rossz időjárás miatt a szakaszok törölve | rossz időjárás miatt a szakaszok törölve | rossz időjárás miatt a szakaszok törölve | Mikko Hirvonen     |
| 3. (Március 31.) | 11.     | 9:49    | Almodovar 1          | 26.22 km | Dani Sordo                               | 16:30.8                                  | 95.3 km/h                                | Mikko Hirvonen     |
| 3. (Március 31.) | 12.     | 10:43   | Vascao 1             | 25.29 km | Petter Solberg                           | 17:03.5                                  | 89.0 km/h                                | Mikko Hirvonen     |
| 3. (Március 31.) | 13.     | 11:33   | Loule 1              | 22.57 km | Petter Solberg                           | 15:49.7                                  | 85.6 km/h                                | Mikko Hirvonen     |
| 3. (Március 31.) | 14.     | 14:39   | Almodovar 2          | 26.22 km | Petter Solberg                           | 16:06.9                                  | 97.6 km/h                                | Mikko Hirvonen     |
| 3. (Március 31.) | 15.     | 15:33   | Vascao 2             | 25.29 km | Petter Solberg                           | 16:16.5                                  | 93.2 km/h                                | Mikko Hirvonen     |
| 3. (Március 31.) | 16.     | 16:23   | Loule 2              | 22.57 km | Dani Sordo                               | 15:25.0                                  | 87.8 km/h                                | Mikko Hirvonen     |
| 4. (Április 1.)  | 17.     | 7:59    | Silves 1             | 21.42 km | Jari-Matti Latvala                       | 12:01.2                                  | 106.9 km/h                               | Mikko Hirvonen     |
| 4. (Április 1.)  | 18.     | 8:52    | Santana de Serra 1   | 31.04 km | Jari-Matti Latvala                       | 22:48.0                                  | 81.7 km/h                                | Mikko Hirvonen     |
| 4. (Április 1.)  | 19.     | 9:42    | Sambro 1             | 5.08 km  | Petter Solberg                           | 3:09.2                                   | 96.7 km/h                                | Mikko Hirvonen     |
| 4. (Április 1.)  | 20.     | 12:23   | Silves 2             | 21.42 km | Petter Solberg                           | 12:05.2                                  | 106.3 km/h                               | Mikko Hirvonen     |
| 4. (Április 1.)  | 21.     | 13:16   | Santana de Serra 2   | 31.04 km | Jari-Matti Latvala                       | 22:54.1                                  | 81.3 km/h                                | Mikko Hirvonen     |
| 4. (Április 1.)  | 22.     | 14:10   | Sambro 2             | 5.08 km  | Dani Sordo                               | 3:10.4                                   | 96.1 km/h                                | Mikko Hirvonen     |

## Végeredmény
| Helyezés      | Versenyző                | Navigátor              | Autó                             | Idő       | Különbség | Pont |
| ------------- | ------------------------ | ---------------------- | -------------------------------- | --------- | --------- | ---- |
| 1.            | Mads Østberg             | Jonas Andersson        | Ford Fiesta RS WRC               | 4:21:16.1 | 0.0       | 25   |
| 2.            | Jevgenyij Novikov        | Denis Giraudet         | Ford Fiesta RS WRC               | 4:22:49.3 | +1:33.2   | 18   |
| 3.            | Petter Solberg           | Chris Patterson        | Ford Fiesta RS WRC               | 4:23:11.7 | +1:55.6   | 15   |
| 4.            | Nászer el-Attija         | Giovanni Bernacchini   | Citroën DS3 WRC                  | 4:27:21.9 | +6:05.8   | 12   |
| 5.            | Martin Prokop            | Zdeněk Hrůza           | Ford Fiesta RS WRC               | 4:27:25.3 | +6:09.2   | 10   |
| 6.            | Dennis Kuipers           | Robin Buysmans         | Ford Fiesta RS WRC               | 4:28:03.4 | +6:47.3   | 8    |
| 7.            | Sébastien Ogier          | Julien Ingrassia       | Škoda Fabia S2000                | 4:28:25.1 | +7:09.0   | 6    |
| 8.            | Thierry Neuville         | Nicolas Gilsoul        | Citroën DS3 WRC                  | 4:29:54.0 | +8:37.9   | 4    |
| 9.            | Jari Ketomaa             | Mika Stenberg          | Ford Fiesta RS WRC               | 4:31:08.9 | +9:52.8   | 2    |
| 10.           | Peter van Merksteijn Jr. | Eddy Chevaillier       | Citroën DS3 WRC                  | 4:31:27.1 | +10:11.0  | 1    |
| SWRC          |                          |                        |                                  |           |           |      |
| 1. (16.)      | Hayden Paddon            | John Kennard           | Škoda Fabia S2000                | 4:49:41.2 | 0.0       | 25   |
| 2. (17.)      | Maciek Oleksowicz        | Andrzej Obrebowski     | Ford Fiesta S2000                | 4:54:43.5 | +5:02.3   | 18   |
| 3. (18.)      | Pedro Meireles           | Mário Castro           | Mitsubishi Lancer Evolution X R4 | 4:58:31.5 | +8:50.3   | 15   |
| WRC Akadémia* |                          |                        |                                  |           |           |      |
| 1.            | Alastair Fisher          | Daniel Barritt         | Ford Fiesta R2                   | 2:32:02.9 | 0.0       | 28   |
| 2.            | Brendan Reeves           | Smyth Rhianon          | Ford Fiesta R2                   | 2:32:43.2 | 40.3      | 20   |
| 3.            | Pontus Tidemand          | Stig Rune Skjaermoen   | Ford Fiesta R2                   | 2:34:08.6 | 2:05.7    | 16   |
| 4.            | Timo van der Marel       | Erwin Berkhof          | Ford Fiesta R2                   | 2:37:07.9 | 5:05.0    | 12   |
| 5.            | Jose Antonio Suarez      | Candido Carrera        | Ford Fiesta R2                   | 2:39:37.4 | 7:34.5    | 10   |
| 6.            | Fredrik Ahlin            | Morten Erik Abrahamsen | Ford Fiesta R2                   | 2:42:19.6 | 10:16.7   | 11   |
| 7.            | Elfyn Evans              | Andrew Edwards         | Ford Fiesta R2                   | 2:47:58.2 | 15:55.3   | 6    |
| 8.            | João Silva               | José Janela            | Ford Fiesta R2                   | 2:49:17.7 | 17:14.8   | 4    |
| 9.            | John MacCrone            | Stuart Loudon          | Ford Fiesta R2                   | 2:52:01.9 | 19:59.0   | 2    |

* – A WRC Akadémia versenyzői csak az 1-7. és 11-13. szakaszokat teljesítették

## Szuperspeciál (Power Stage)
| Helyezés | Versenyző          | Idő    | Különbség | Átlagsebesség | Pont |
| -------- | ------------------ | ------ | --------- | ------------- | ---- |
| 1        | Dani Sordo         | 3:10.4 | 0.0       | 96.1 km/h     | 3    |
| 2        | Jari-Matti Latvala | 3:10.7 | +0.3      | 95.9 km/h     | 2    |
| 3        | Ott Tänak          | 3:12.5 | +2.1      | 95.0 km/h     | 1    |